# Санта-Мария-дель-Орационе-э-Морте
Санта-Мария-дель-Орационе-э-Морте — небольшая церковь, расположенная между Тибром и палаццо Фарнезе в центре Рима на Виа Джулия.
Барочная церковь «Молитвы и смерти», посвященная Деве Марии, является церковью «Братства доброй смерти» (Compagna della buona morte), роль которого с 1538 года состояла в том, чтобы дать достойное захоронение по христианскому обряду беднякам, тела которых оставались невостребованными. Братство приобрело участок земли в 1572 году. Первая церковь постройки 1575 года была снесена в 1733 году. Новую церковь построили по проекту члена братства, архитектора Фердинандо Фуги в 1733–1737 годах.   

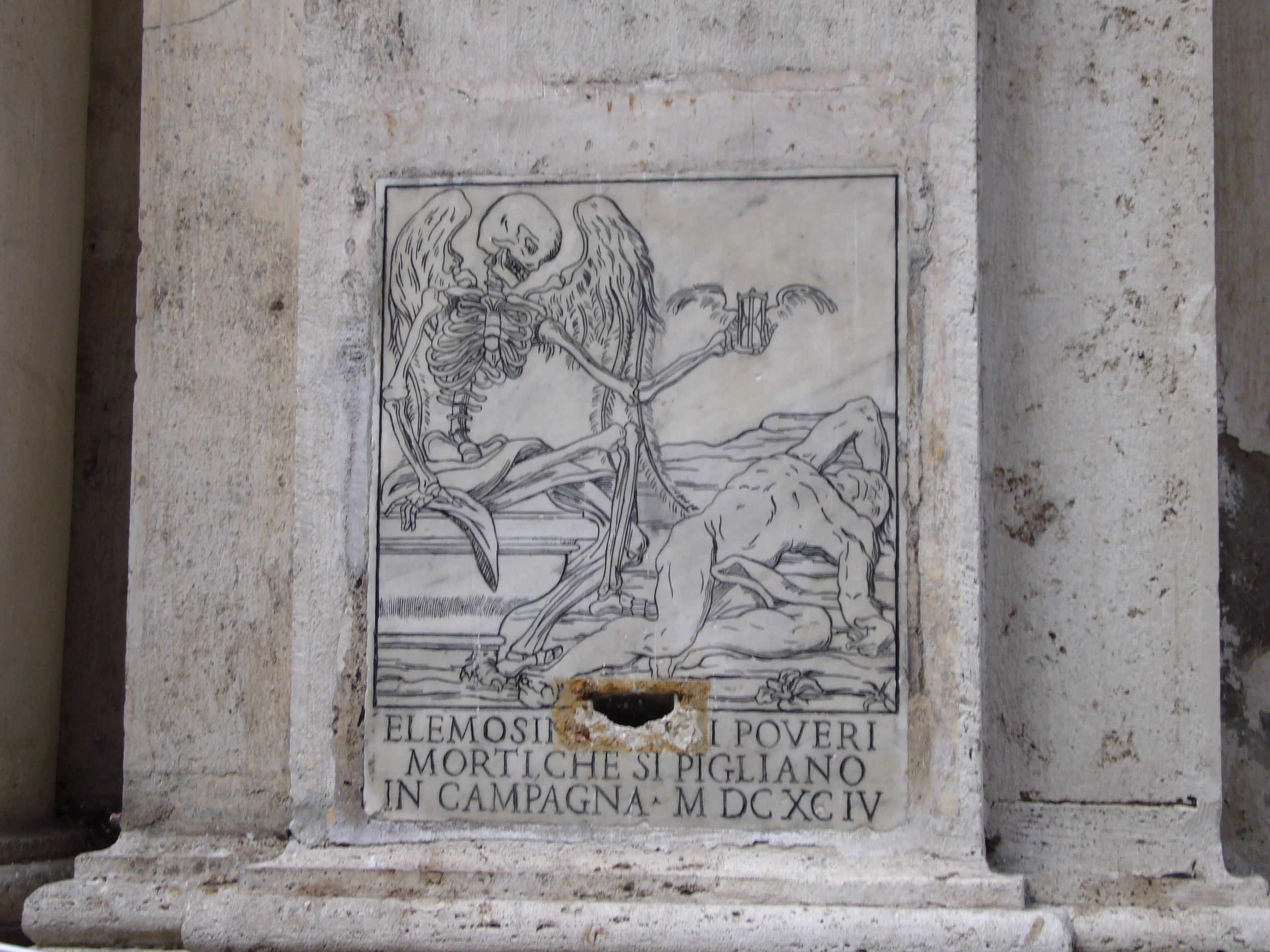

Смерть является основным мотивом внешнего декора и интерьера церкви: крылатые черепа работы Фердинандо Фуги. Крипта украшена человеческими костями. Надписи и знаки напоминают о благотворительных делах братства. Две небольшие таблички, которые держат усмехающиеся скелеты, предупреждают: «Hodie mihi cras tibi» — «Сегодня — я, завтра — ты» (лат.).